# Peter Heinrich Ortmann
Peter Heinrich Ortmann (* 31. Dezember 1892 in Köln; † 13. Oktober 1953 in Düsseldorf) war ein deutscher Komponist, Chorleiter und Musiklehrer.

## Leben
Peter Heinrich Ortmann wurde als Sohn des Gastwirts Heinrich Ortmann und dessen Ehefrau Angeline Krall in Köln geboren und besuchte die Elementarschule in Düsseldorf. Ersten Klavierunterricht erhielt er von W. Münstermann sowie zwischen 1907 und 1909 an der Akademie für Musik in Düsseldorf bei O. Waldeck. 1909 bis 1912 studierte er am Konservatorium der Musik in Köln und wechselte sodann an die Kirchenmusikschule Regensburg. Zwischen 1914 und 1917 war Ortmann Chordirigent an der Stiftskirche in Bonn und ab 1918 Musiklehrer an der Akademie für Musik in Düsseldorf. Ortmann schrieb vor allem Chorwerke, u. a. für die Freie Sängergemeinschaft, Düsseldorf, welcher er ab 1919 als Chorleiter vorstand.

## Werke (Auswahl)
Peter Heinrich Ortmanns Schaffen galt vor allem dem Tendenzlied. Im Jahre 1934 musste der gesamte Notenbestand der Freien Sängergemeinschaft, darunter auch alle Kompositionen Ortmanns, der Gestapo Düsseldorf übergeben werden und wurde daraufhin wahrscheinlich vernichtet. Allerdings hat der Komponist zwischen 1945 und 1948 einen Großteil seines Œuvres rekonstruiert, worauf im Wesentlichen die folgende Auflistung beruht.

### Mit Opuszahl
- 3 Stücke für Männerchor op. 5 (Peter Marx)
  - Maienmorgen
  - Maiensonne
  - Törichte Liebe
- Wiegenlied „Goldne Wiegen schwingen“ für gemischten Chor op. 6 (Achim von Arnim)
- Die Schmiede im Walde für gemischten Chor oder Männerchor op. 7 (J. Stauffacher)
- Liebesboten für Bariton und Männerchor op. 10 (Ludwig Pfau)
- 5 kleine Lieder für mittlere (hohe) Singstimme mit Klavier op. 11 (Heinrich Heine) (UA 1920, Düsseldorf)
  - Dein Angesicht so lieb und schön
  - Ich will meine Seele tauchen
  - Hör' ich das Liedchen klingen
  - Das ist ein Brausen und Heulen
  - Wo ich bin, mich rings umdunkelt
- Allerseelen im Walde für Bariton und Männerchor op. 12 (Martin Greif)
- Im Friedhof für Männerchor op. 13 (Ludwig Pfau)
- Meine Feier für gemischten Chor oder Männerchor op. 14 (Karl Stursberg)
- Auferstehung für gemischten Chor op. 16 (E. Kiesewetter)
- Frau Hitt für Sopran (Tenor), Solo- oder Doppelquartett, kleinen und großen Männerchor und Klavier op. 17 (Karl Egon Ebert)
- Morgenröte der Freiheit für Frauenchor, Männerchor und gemischten Chor op. 18 (Erich Heimann)
- Lied des Trutzes für gemischten Chor oder Männerchor op. 19 (Otto Erich Hartleben)
- Klage für Bariton und Männerchor op. 20 (August von Platen-Hallermünde)
- Bruder Liederlich für Bariton und Männerchor op. 21 (Detlev von Liliencron)
- Weihechor „Zum Eintritt ins Leben“ für gemischten Chor op. 23 (Hermann Ohr)
- Bergmann! Aufgewacht! für Männerchor op. 25 (Peter Mazeim)
- 2 Stücke für Männerchor op. 26
  - Liebe (Friedrich Rückert)
  - Volkslied "Geht wo ein Mühlenrad" (Peter Pück)
- Frühlingszeit für Männerchor op. 27 (Hermann Franke)
- Sehnen für Frauenchor op. 29 (Arthur Ebert)

### Ohne Opuszahl
- Des Sturmes Gesang (John Henry Mackay) für Bariton, gemischten Chor und Bläserquintett (UA 1926, Düsseldorf)
- Organum comitans ad Graduale parvum (Verlag: Pustet, Regensburg)
- Organum comitans ad Vesperale parvum (Verlag: Pustet, Regensburg)
- Zwei Weihnachtslieder für Frauenchor oder Männerchor oder gemischten Chor (Georg Kramer)
  - Sonnenwendlied
  - Zur Weihnachtssonnenwende